# Agentur Herz
Agentur Herz ist eine deutsche Familienserie des DFF, die von September bis Dezember 1991 ausgestrahlt wurde. Wolfgang Greese spielt die Titelrolle des Provinzschauspielers Camillo Herz.

## Handlung
Im Mittelpunkt steht der Theaterschauspieler Camillo Herz, der nach seinem 50. Bühnenjubiläum entlassen wird. Gemeinsam mit anderen arbeitslosen Schauspielern gründet er eine Vermittlungsagentur. Ihr Ziel ist es ursprünglich, wieder Engagements als Schauspieler zu bekommen. Stattdessen erhält die Agentur jedoch vor allem private Aufträge aus dem Alltag, etwa als Detektive, Heiratsvermittler oder Grabredner. Die Mitglieder der Agentur setzen dabei ihre schauspielerischen Fähigkeiten ein, um die unterschiedlichsten Probleme ihrer Klienten zu lösen. Die Serie erzählt in humorvoller Weise von den Herausforderungen und kleinen Abenteuern, die die Gruppe bei ihren Aufträgen erlebt.

## Produktion
Die Serie umfasst 26 Episoden und einen Pilotfilm. Neben den festen Hauptdarstellern traten auch zahlreiche bekannte Gastdarsteller wie Harald Juhnke, Andreas Schmidt-Schaller und Wolfgang Völz auf.
Produziert wurde die Serie vom DFF, dem staatlichen Fernsehen der DDR, und sie gilt als eine der letzten Eigenproduktionen dieses Senders vor dessen Auflösung im Zuge der deutschen Wiedervereinigung. Die Ausstrahlung erfolgte im Vorabendprogramm. Die Serie ist heute als DVD-Box im Rahmen des DDR TV-Archivs erhältlich.

## Schauspieler und Rollen
Die folgende Tabelle zeigt die Hauptdarsteller. Daneben waren auch namhafte Gastdarsteller wie Harald Juhnke, Andreas Schmidt-Schaller, Volkmar Kleinert, Wolfgang Völz, Ernst-Georg Schwill, Helmut Straßburger und Regina Beyer dabei.
| Schauspieler      | Rolle          | Episoden |
| ----------------- | -------------- | -------- |
| Wolfgang Greese   | Camillo Herz   | 26       |
| Rosemarie Bärhold | Helene Sanft   | 26       |
| Simone Thomalla   | Karin          | 26       |
| Mathias Noack     | Leonhard Schön | 26       |
| Ingeborg Westphal | Lilli          | 26       |
| Jürgen Reuter     | Jan Koslowski  | 26       |
| Beatrice Bergner  | Elfi Grütze    | 26       |

## Episodenliste
| Folge | Titel                                 | Ausstrahlung       |
| ----- | ------------------------------------- | ------------------ |
| -     | Laßt uns ja unsere Träume (Pilotfilm) | 16. September 1991 |
| 1     | Die Traumfrau                         | 19. September 1991 |
| 2     | Jagdgebiete                           | 23. September 1991 |
| 3     | Der Wahrsager                         | 26. September 1991 |
| 4     | Weihnachtsmänner                      | 30. September 1991 |
| 5     | Der Kandidat                          | 7. Oktober 1991    |
| 6     | Das Geheimnis                         | 10. Oktober 1991   |
| 7     | Mario                                 | 14. Oktober 1991   |
| 8     | Doppelbluff                           | 17. Oktober 1991   |
| 9     | Stunde der Sünder                     | 21. Oktober 1991   |
| 10    | Opfer für die Kunst                   | 24. Oktober 1991   |
| 11    | Perleberg heißt er                    | 28. Oktober 1991   |
| 12    | Ball verkehrt                         | 31. Oktober 1991   |
| 13    | Der Überfall                          | 4. November 1991   |
| 14    | Eine Feier für Meyer                  | 7. November 1991   |
| 15    | Ein Mann von Format                   | 11. November 1991  |
| 16    | Armer Ritter                          | 14. November 1991  |
| 17    | Ganz von vorn                         | 18. November 1991  |
| 18    | Suselchen                             | 21. November 1991  |
| 19    | Die romantische Tochter               | 25. November 1991  |
| 20    | Der Besuch                            | 28. November 1991  |
| 21    | Der Ausbruch                          | 2. Dezember 1991   |
| 22    | Schein und Sein                       | 5. Dezember 1991   |
| 23    | Der Juniorchef                        | 9. Dezember 1991   |
| 24    | Der Briefträger darf nicht sterben    | 12. Dezember 1991  |
| 25    | Das Dementi                           | 16. Dezember 1991  |
| 26    | Es irrt der Mensch                    | 19. Dezember 1991  |

## DVD-Veröffentlichung
- Agentur Herz – Die Serie (DDR TV-Archiv) – 4 DVDs, OneGate Media, FSK 12, Laufzeit: ca. 675 Minuten, Erscheinungstermin: 31. März 2023.

## Rezeption
Die Serie erhielt zum Zeitpunkt ihrer Erstausstrahlung nur wenig mediale Aufmerksamkeit und es liegen nur wenige zeitgenössische Kritiken vor. In späteren Rückblicken wird „Agentur Herz“ überwiegend als unterhaltsame und angenehm erzählte Familienserie beschrieben, die durch eine Mischung aus humorvollen und nachdenklichen Episoden sowie durch das Zusammenspiel erfahrener Schauspieler und junger Talente überzeugt. Die Serie gilt als gefällige Fernsehunterhaltung, die den gesellschaftlichen Umbruch nach der Wende thematisiert und sowohl humoristische als auch gesellschaftlich relevante Aspekte aufgreift. Die Veröffentlichung im Rahmen des DDR TV-Archivs wird als Hinweis auf ihren Status als Zeitdokument und nostalgisches Zeugnis ostdeutscher Fernsehgeschichte gewertet.